# Pachyelmis grouvellei
Pachyelmis grouvellei is een keversoort uit de familie beekkevers (Elmidae). De wetenschappelijke naam van de soort werd in 1908 gepubliceerd door Philipp Adamovich Zaitzev.